# Patrick Schweiger
Patrick Schweiger (23 marzo 1990) è un ex sciatore alpino austriaco specialista delle prove veloci.

## Biografia
Schweiger, originario di Mühlbach am Hochkönig e attivo in gare FIS dal dicembre del 2005, in Coppa Europa ha esordito il 3 dicembre 2008 nello slalom speciale di Reiteralm, che non ha completato, e ha conquistato il suo primo podio il 12 gennaio 2012, giungendo 2º alle spalle del connazione Johannes Kröll nella discesa libera tenutasi a Val-d'Isère. Ha esordito in Coppa del Mondo il 30 novembre 2014 a Lake Louise, classificandosi 16º in supergigante; in Coppa Europa nel 2015 ha ottenuto le sue tre vittorie (la prima l'8 gennaio a Wengen in discesa libera, l'ultima il 21 marzo a Grandvalira/El Tarter in supergigante) e ha vinto la classifica di supergigante.
Il 27 febbraio 2016 ha colto il suo miglior piazzamento in Coppa del Mondo, 7º nel supergigante di Hinterstoder, e il 6 gennaio 2018 l'ultimo podio in Coppa Europa, a Wengen nella medesima specialità (3º). Il 20 gennaio 2018 ha preso per l'ultima volta il via in una gara di Coppa del Mondo, la discesa libera di Kitzbühel che non ha completato. Si è ritirato durante quella stessa stagione 2017-2018 e la sua ultima gara è stata il supergigante di Coppa Europa disputato a Sarentino il 23 febbraio, chiuso da Schweiger al 26º posto; in carriera non ha preso parte a rassegne olimpiche o iridate.

## Palmarès

### Coppa del Mondo
- Miglior piazzamento in classifica generale: 66º nel 2016

### Coppa Europa
- Miglior piazzamento in classifica generale: 4º nel 2014 e nel 2015
- Vincitore della classifica di supergigante nel 2015
- 11 podi:
  - 3 vittorie
  - 3 secondi posti
  - 5 terzi posti

#### Coppa Europa - vittorie
| Data             | Località              | Paese    | Specialità |
| ---------------- | --------------------- | -------- | ---------- |
| 8 gennaio 2015   | Wengen                | Svizzera | DH         |
| 25 febbraio 2015 | Saalbach-Hinterglemm  | Austria  | SG         |
| 21 marzo 2015    | Grandvalira/El Tarter | Andorra  | SG         |

Legenda:

DH = discesa libera

SG = supergigante

### Campionati austriaci
- 1 medaglia:
  - 1 oro (discesa libera nel 2015)